# Patrick Wackström
Patrick Rafael Wackström (nascido em 6 de setembro de 1958) é um ex-ciclista olímpico finlandês. Representou sua nação nos Jogos Olímpicos de Verão de 1980 e 1984.
Filho de Ole Wackström; irmão de Sixten Wackström.